# Rathaus Montigny-le-Guesdier

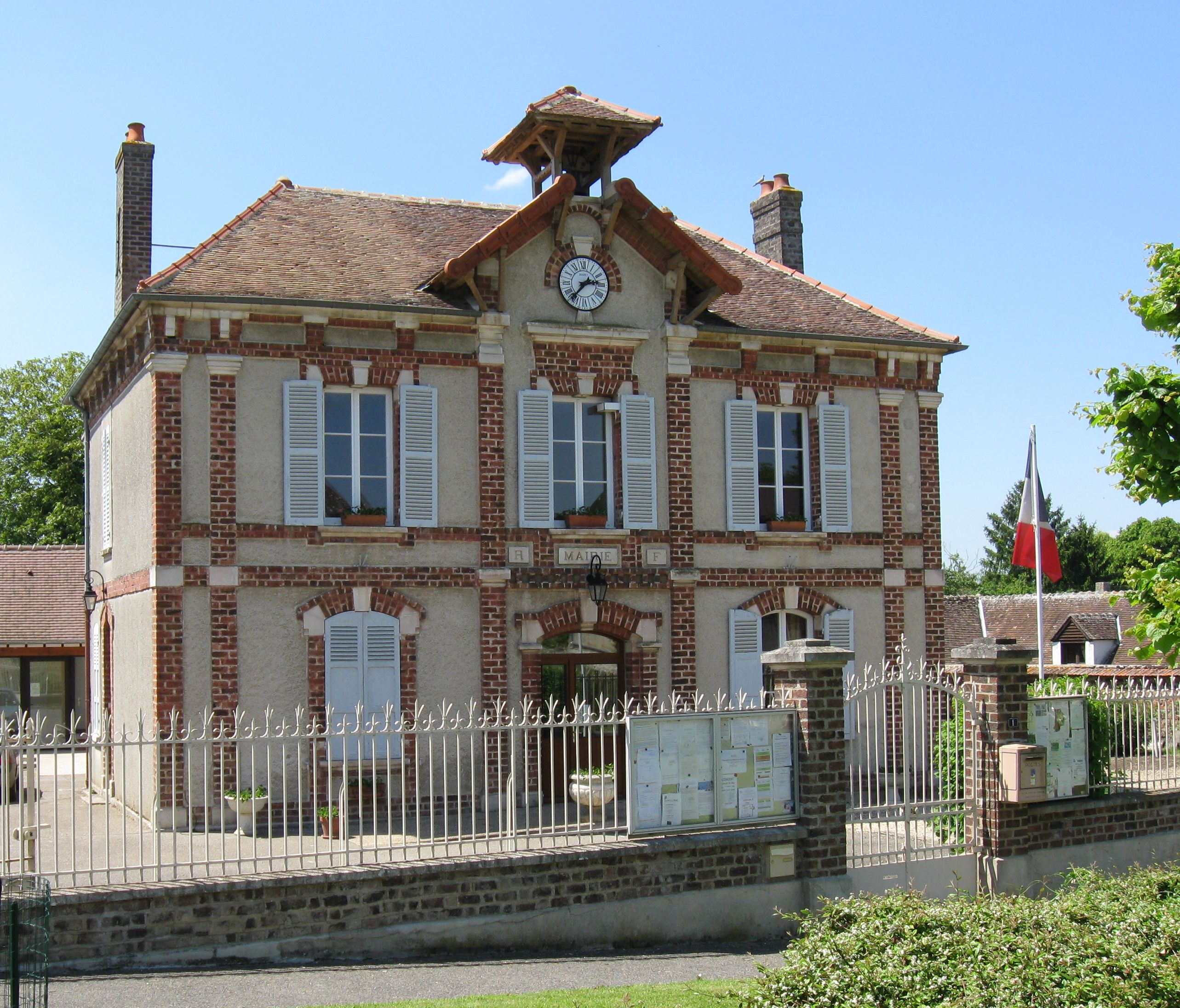
Rathaus in Montigny-le-Guesdier

Das Rathaus (frz. Mairie) in Montigny-le-Guesdier, einer französischen Gemeinde im Département Seine-et-Marne in der Region Île-de-France, wurde 1904 errichtet. Das Rathaus an der Route de Bray Nr. 1 ersetzte einen Vorgängerbau aus dem Jahr 1837.
Der zweigeschossige Bau aus verputztem Bruchstein und Ziegelsteinen, die als Eckquaderung, Fenster- und Türrahmung sowie als umlaufende Bänder eingesetzt werden, besitzt einen gesprengten Dreiecksgiebel über der Mittelachse. In diesem ist eine Uhr angebracht und darüber erhebt sich ein offener Dachreiter mit Glocke.